# 修允
修允（？—279年），臨川人，三國時期孫吳將領。

## 生平
寶鼎三年（268年），楊稷遣毛炅、董元等人率軍攻打吳軍的駐地合浦。兩軍在古城交戰，晉軍大獲全勝，修允其父修則為晉將毛炅擒殺。
建衡三年（271年），修允隨陶璜再戰交趾並助陶璜奪下交趾，修允打算殺殺父仇人毛炅，卻被陶璜即時阻止。毛炅因此事而感到不安，認為陶璜日後可能會讓修允除掉他或者派人幹掉他，於是打算先下手為強，結果被陶璜發覺，毛炅被再度被收押，後拒絕屈服，大聲喝罵吳軍，修允將其剖腹割肝，毛炅罵聲依然不止。
天紀三年（279年），修允被調任為桂林太守，但因病留在廣州，派郭馬先率兵五百到桂林郡安撫當地少數民族。不久後，脩允病死於廣州，手下士兵按規制應分別調往合浦、桂林二郡，郭馬等人所率都是幾代從軍的戰友，不願分開，孫皓此時又派人在廣州普查人口，郭馬於是趁機反叛。
曾任合浦、始興太守。